# Rødsø
Rødsø er en privatejet sø i Midtjylland, beliggende ca. 12 km nordøst for Viborg og ca. 4 km øst for Løvel, ved den nordlige ende af tunneldalen hvor også Viborgsøerne og Loldrup Sø ligger.
Søens opland består primært af landbrugsarealer samt mindre arealer med skov og eng, og den er omgivet af rørskov. Den har tidligere været en del større; Ved en regulering af Skals Å i begyndelsen af 1900-tallet, blev vandstanden sænket med 1 meter, men alligevel var arealet efter kortet i 1931 på 185 ha, som nu er svundet ind til omkring 118 ha.
Rødsø modtager vand fra den fra syd af Rødå og nogle mindre tilløb, og efter passage af søen løber Rødå ca. 1,3 km videre til Skals Å. Herfra løber vandet videre til Hjarbæk Fjord og derfra til Limfjorden.
Ved østbredden blev der i begyndelsen af 1900-tallet udvundet sømergel, og der har også været høst af tagrør langs bredderne.
Rødsø indgår i det store Natura 2000- og EU-habitatområde 30 Lovns Bredning, Hjarbæk Fjord og Skals Ådal.

## Eksterne kilder og henvisninger
1. ↑  Om naturplanen Arkiveret 9. januar 2012 hos  Wayback Machine på Naturstyrelsens site

- Danmarks Søer, Søerne i Nordjyllands og Viborg Amter, af Thorkild Høy m.fl. ISBN 87-7717-200-0
- Om Rødsø Arkiveret 12. januar 2022 hos  Wayback Machine på Viborg Kommunes websted

56°32′5.56″N 9°32′2.66″Ø / 56.5348778°N 9.5340722°Ø